# 尾崎匡哉
尾崎 匡哉（おざき まさや、1984年6月2日 - ）は、兵庫県伊丹市出身の元プロ野球選手（捕手、内野手）。右投右打。

## 経歴

### プロ入り前
報徳学園高校時代は投手としても140km/h以上の直球を投げ、注目された。
2002年春の第74回選抜高等学校野球大会では遊撃手として出場し、大谷智久らと共に全国制覇に貢献した。春夏連続出場となった第84回全国高等学校野球選手権大会では浦和学院に初戦敗退も、自身は須永英輝から初回先頭打者本塁打を放った。
高校通算21本塁打の大型遊撃手として高いセンスをプロから評価され、2002年度ドラフト会議にて日本ハムファイターズから1巡目指名を受けた。契約金は8500万円、推定年俸800万円で、背番号は23。

### 日本ハム時代
入団以来2007年まで一軍出場はなかったが、二軍では毎年ほぼ全試合で起用されており、毎年打撃成績を伸ばしていた。2006年は打率.275、本塁打7、2007年は打率.314、本塁打5を記録した。その一方で守備には難があり、二軍では内野の全ポジションで起用されているが、2005年には19失策、2006年は15失策、2007年は15失策を犯している。
2008年の春季キャンプでは捕手のポジションに挑戦することになったが、シーズンが始まって一軍に怪我人・不振の選手が続出したことにより、内野手として初の一軍昇格を果たした。オフに背番号が53に変更されることが発表された。
2009年以降は捕手として登録されている。
私生活では2006年12月24日に結婚。2007年10月に長女が誕生。
2013年4月23日の福岡ソフトバンクホークス戦（福岡ヤフオク!ドーム）で、1回2死満塁の場面で大隣憲司から左前適時打を打ってプロ初打点を記録した。
2014年10月21日に球団より戦力外通告を受けた。12球団合同トライアウトに参加して本塁打を打ったが、その後現役を引退。

### 引退後
G.G.佐藤の父親が社長を務める株式会社トラバースに入社し、会社員として勤務。同社の軟式野球部にも所属してプレーしていたが、のちに退社している。
その後は地元の兵庫県に戻り、日伸梱包で勤務。パーソナルジム「匡　workout」（宝塚市）と野球塾の運営、宝塚市にある少年野球チーム「安倉里ノ坊キングス」のコーチを行っている。

## 詳細情報

### 年度別打撃成績
| 年 度     | 球 団     | 試 合 | 打 席 | 打 数 | 得 点 | 安 打 | 二 塁 打 | 三 塁 打 | 本 塁 打 | 塁 打 | 打 点 | 盗 塁 | 盗 塁 死 | 犠 打 | 犠 飛 | 四 球 | 敬 遠 | 死 球 | 三 振 | 併 殺 打 | 打 率 | 出 塁 率 | 長 打 率 | O P S |
| --------- | --------- | ----- | ----- | ----- | ----- | ----- | -------- | -------- | -------- | ----- | ----- | ----- | -------- | ----- | ----- | ----- | ----- | ----- | ----- | -------- | ----- | -------- | -------- | ----- |
| 2008      | 日本ハム  | 8     | 16    | 15    | 0     | 2     | 0        | 0        | 0        | 2     | 0     | 0     | 0        | 1     | 0     | 0     | 0     | 0     | 3     | 0        | .133  | .133     | .133     | .267  |
| 2010      | 日本ハム  | 9     | 15    | 14    | 2     | 3     | 2        | 0        | 0        | 5     | 0     | 0     | 0        | 0     | 0     | 1     | 0     | 0     | 3     | 2        | .214  | .267     | .357     | .624  |
| 2013      | 日本ハム  | 4     | 5     | 5     | 0     | 1     | 0        | 0        | 0        | 1     | 1     | 0     | 0        | 0     | 0     | 0     | 0     | 0     | 2     | 0        | .200  | .200     | .200     | .400  |
| 2014      | 日本ハム  | 4     | 0     | 0     | 0     | 0     | 0        | 0        | 0        | 0     | 0     | 0     | 0        | 0     | 0     | 0     | 0     | 0     | 0     | 0        | .---  | .---     | .---     | .---  |
| 通算：4年 | 通算：4年 | 25    | 36    | 34    | 2     | 6     | 2        | 0        | 0        | 8     | 1     | 0     | 0        | 1     | 0     | 1     | 0     | 0     | 8     | 2        | .176  | .206     | .235     | .441  |

### 年度別守備成績
| 年 度 | 球 団    | 捕手  | 捕手  | 捕手  | 捕手  | 捕手  | 捕手     | 捕手  | 捕手     | 捕手     | 捕手     | 捕手     | 一塁  | 一塁  | 一塁  | 一塁  | 一塁  | 一塁     | 三塁  | 三塁  | 三塁  | 三塁  | 三塁  | 三塁     |
| 年 度 | 球 団    | 試 合 | 刺 殺 | 補 殺 | 失 策 | 併 殺 | 守 備 率 | 捕 逸 | 企 図 数 | 許 盗 塁 | 盗 塁 刺 | 阻 止 率 | 試 合 | 刺 殺 | 補 殺 | 失 策 | 併 殺 | 守 備 率 | 試 合 | 刺 殺 | 補 殺 | 失 策 | 併 殺 | 守 備 率 |
| ----- | -------- | ----- | ----- | ----- | ----- | ----- | -------- | ----- | -------- | -------- | -------- | -------- | ----- | ----- | ----- | ----- | ----- | -------- | ----- | ----- | ----- | ----- | ----- | -------- |
| 2008  | 日本ハム | -     | -     | -     | -     | -     | -        | -     | -        | -        | -        | -        | 1     | 2     | 0     | 0     | 0     | 1.000    | 5     | 1     | 5     | 0     | 0     | 1.000    |
| 2010  | 日本ハム | 3     | 3     | 0     | 0     | 0     | 0        | 1.000 | 0        | 0        | 0        | -        | 3     | 26    | 1     | 0     | 4     | 1.000    | -     | -     | -     | -     | -     | -        |
| 2013  | 日本ハム | -     | -     | -     | -     | -     | -        | -     | -        | -        | -        | -        | 3     | 8     | 2     | 0     | 1     | 1.000    | 1     | 0     | 0     | 0     | 0     | .000     |
| 2014  | 日本ハム | 2     | 1     | 0     | 0     | 0     | 0        | 1.000 | 1        | 1        | 0        | .000     | 1     | 4     | 0     | 0     | 0     | 1.000    | 1     | 0     | 1     | 0     | 0     | 1.000    |
| 通算  | 通算     | 5     | 4     | 0     | 0     | 0     | 0        | 1.000 | 1        | 1        | 0        | .000     | 8     | 40    | 3     | 0     | 5     | 1.000    | 7     | 1     | 6     | 0     | 0     | 1.000    |

### 記録
- 初出場：2008年4月12日、対千葉ロッテマリーンズ5回戦（千葉マリンスタジアム）、9回表に工藤隆人の代打で出場[5][11]
- 初打席：同上、9回表に成瀬善久から三塁ゴロ失策
- 初先発出場：2008年4月15日、対埼玉西武ライオンズ4回戦（西武ドーム）、7番・三塁手で先発出場
- 初安打：同上、2回表に岸孝之から左前安打[5]
- 初打点：2013年4月23日、対福岡ソフトバンクホークス4回戦（福岡ヤフオク!ドーム）、1回表に大隣憲司から左前適時打[1][12]

### 背番号
- 23 （2003年 - 2008年）
- 53 （2009年 - 2014年）